# Девос, Пауль
Пауль Девос (нидерл. Paul Devos; 10 марта 1911 — 14 июня 1981) — бельгийский шахматист.

## Биография
Семикратный победитель чемпионатов Бельгии по шахматам (1933, 1936, 1937, 1940, 1941, 1945, 1948). Участник многих международных шахматных турниров. Лучший результат — дележ второго места в 1946 году в Маастрихте (в турнире победил Макс Эйве).
Представлял сборную Бельгии на двух шахматных олимпиадах (1933, 1950).